# Nacionalismo tâmil

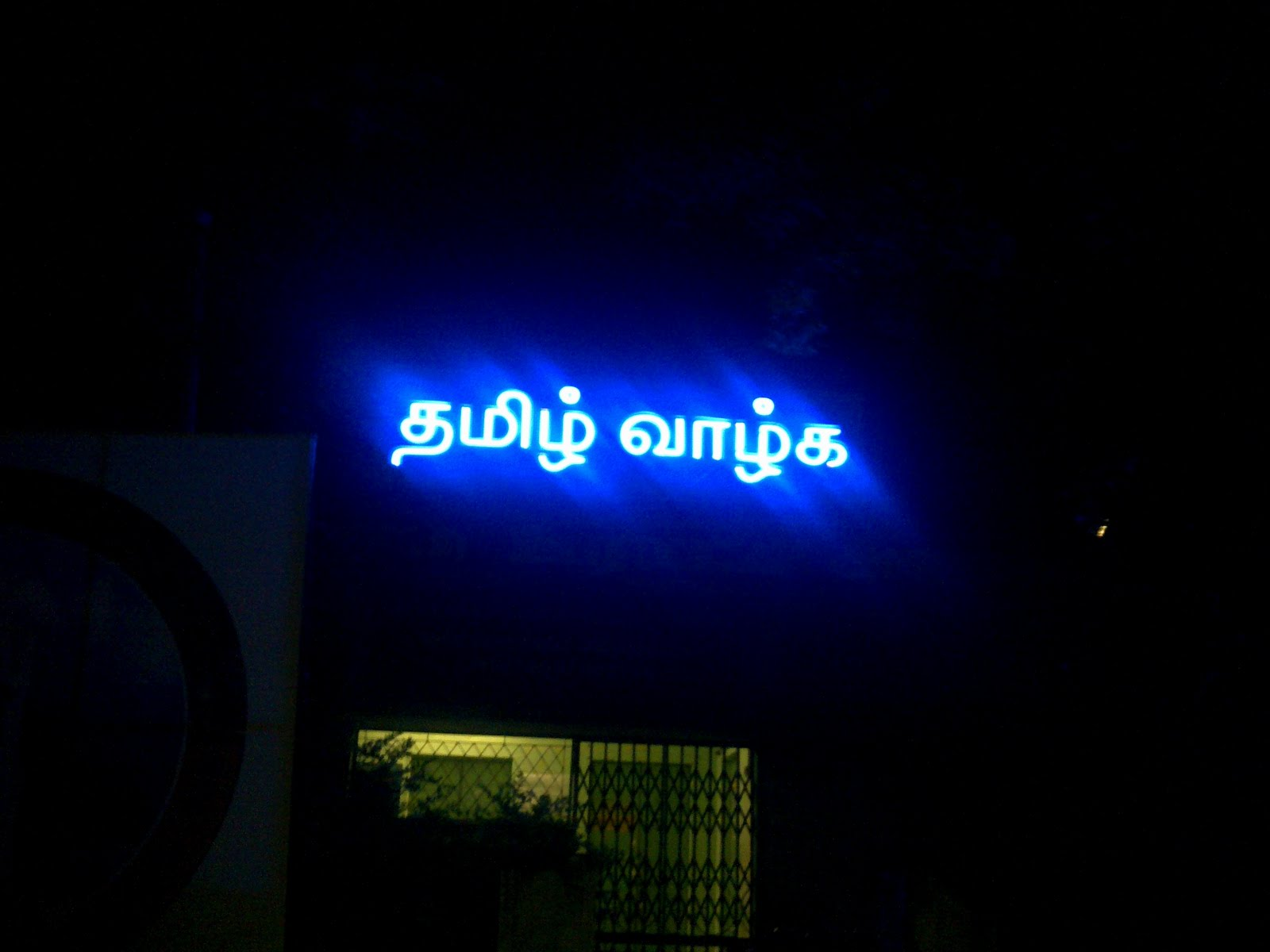
Uma placa de luz que diz Longa vida aos tâmeis em Tâmil Nadu.

Nacionalismo tâmil  é a ideologia que afirma que os tâmeis constituem uma nação e promove a unidade cultural do povo tâmil. O nacionalismo tâmil é primordialmente secular, que foca em questões como língua e nação étnica. O movimento se expressa principalmente através de conceitos como purismo linguístico e irredentismo (como o Tamil Eelam).
Os tâmeis são uma das civilizações mais antigas do mundo e possuem uma rica cultura. Originalmente, este povo exercia domínio em partes do sul da Índia e no Seri Lanca. Durante a Índia britânica, o território tâmil foi submetido aos ingleses e se integrou à Índia Britânica e posteriormente ao Ceilão. Então, o povo é reduzido a um status de minoria étnica sob o regime britânico.
Uma frase famosa do poeta Kannadasan sobre a situação dos tâmeis na condição de povos sem nação:
| “ | Não há Estado sem tâmeis, não há Estado para os tâmeis. | ” |

## Seri Lanca
Um pouco depois da independência seri-lanquesa do Reino Unido, em 1948, o governo do país aprovou o Ato de Cidadania Cingalesa, que tornou mais de um milhão de tâmeis apátridas. O governo, posteriormente, continuou decretando leis que perseguiam os os direitos do povo tâmil, ameaçando o estatuto dos mesmos como minoria linguística.. Além disso, o Seri Lanca organizou um esquema de migrações com o objetivo de povoar o território que à época era de maioria tâmil com cingalesas. A medida resultou em conflitos étnicos e insatisfação com o governo central.
Depois de pogrons contra os tâmeis em 1956, 1958 e 1977 e da brutalidade policial sofrida por manifestantes contrários a estas medidas, grupos de guerrilha emergiram na reigão, tendo como principal exemplo os Tigres de Liberação do Tamil Eelam (LTTE). Eles tinham como objetivo a luta por interesses e direitos dos tâmeis sob a própria terra. Incêndios provocados por estas guerrilhas deram início a uma guerra civil que duraria cerca de 25 anos. Neste período, os grupos armados se utilizaram da violência como articulação de guerra, através de assassinatos deliberados, sequestros e uso de crianças no campo de batalha. Estas acusações fizeram os Tigres Tâmeis serem considerados uma organização terrorista pela Índia, Estados Unidos e União Europeia. Ao final da guerra, as Forças Armadas do Seri Lanca foram acusadas de genocídio contra os cidadãos da minoria étnica, sendo considerada culpada pelos crimes em diversos tribunais de defesa dos direitos humanos. Após o final da guerra, grande parte dos grupos guerrilheiros desistiram da busca pela independência completa e passaram a advogar pelo federalismo em províncias do nordeste do país. Contudo, o federalismo é rechaçado pelo governo central, que prefere a continuidade do unitarismo.

## Índia

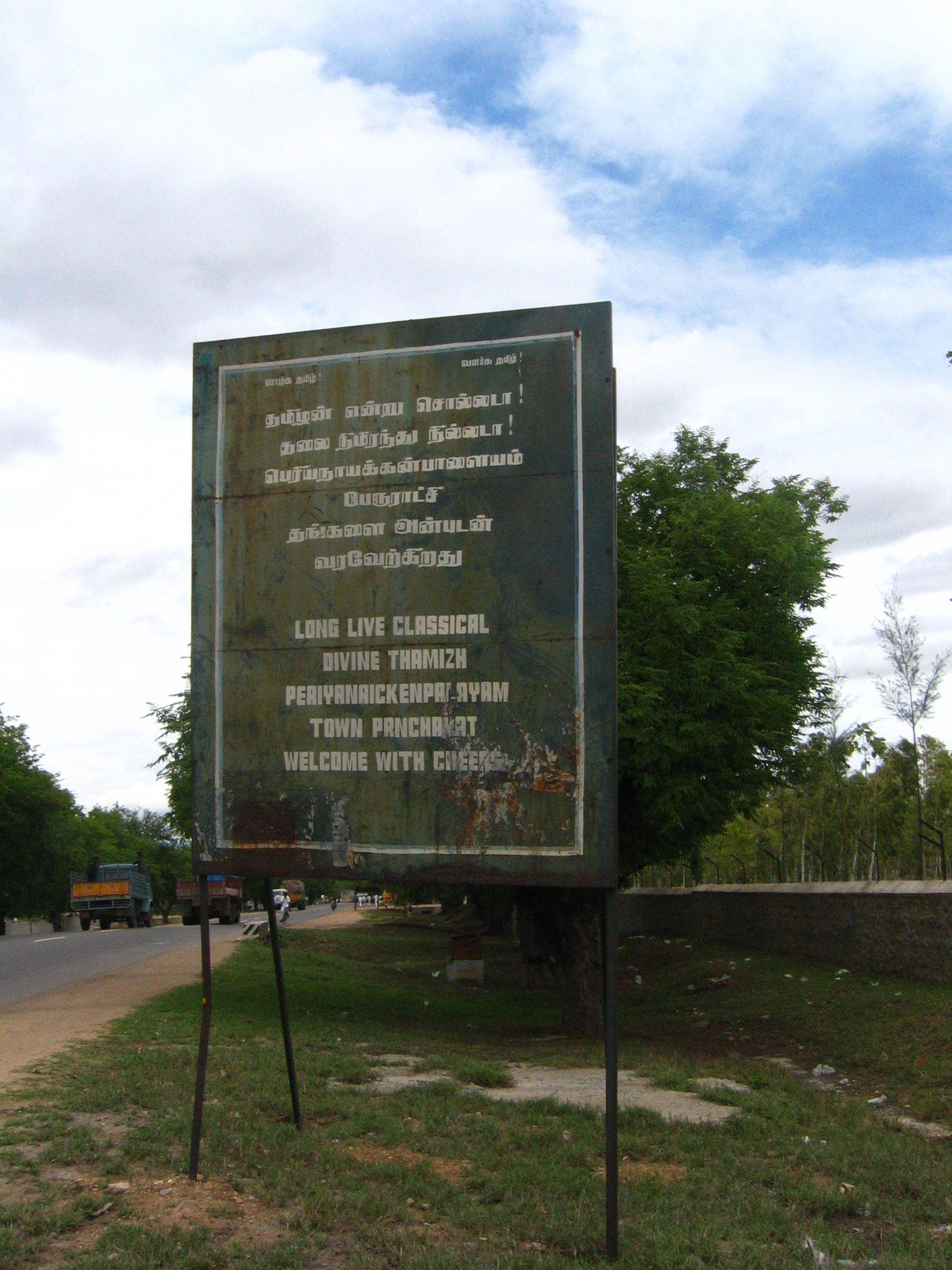
Uma placa em Tâmil Nadu. O texto, escrito em tâmil, exalta a língua e incita aos tâmeis o orgulho de sua cultura e ancestralidade.

Na Índia, o nacionalismo tâmil se manifesta através, principalmente, da organização política. O Naam Tamilar Katchi é um partido nacionalista surgido como resultado do fim sangrento da guerra civil no país vizinho. O partido tem como objetivo proteger os tâmeis dos territórios meridionais da Índia e cultivar relações amistosas com os semelhantes étnicos do Seri Lanca. Um acontecimento polêmico na política indiana, em relação ao nacionalismo tâmil, foi a autoimolação do jornalista e ativista K. Muthukumar, que ateou fogo ao próprio corpo em frente à sede do Congresso de Tâmil Nadu, como forma de repúdio à presença indiana no conflito civil. O ato abalou o país e foi visto como um martírio pelas diversas guerrilhas que atuavam pelos direitos tâmeis.